# Badakarya
Badakarya is een bestuurslaag in het regentschap Banjarnegara van de provincie Midden-Java, Indonesië. Badakarya telt 4456 inwoners (volkstelling 2010).